# Play piercing

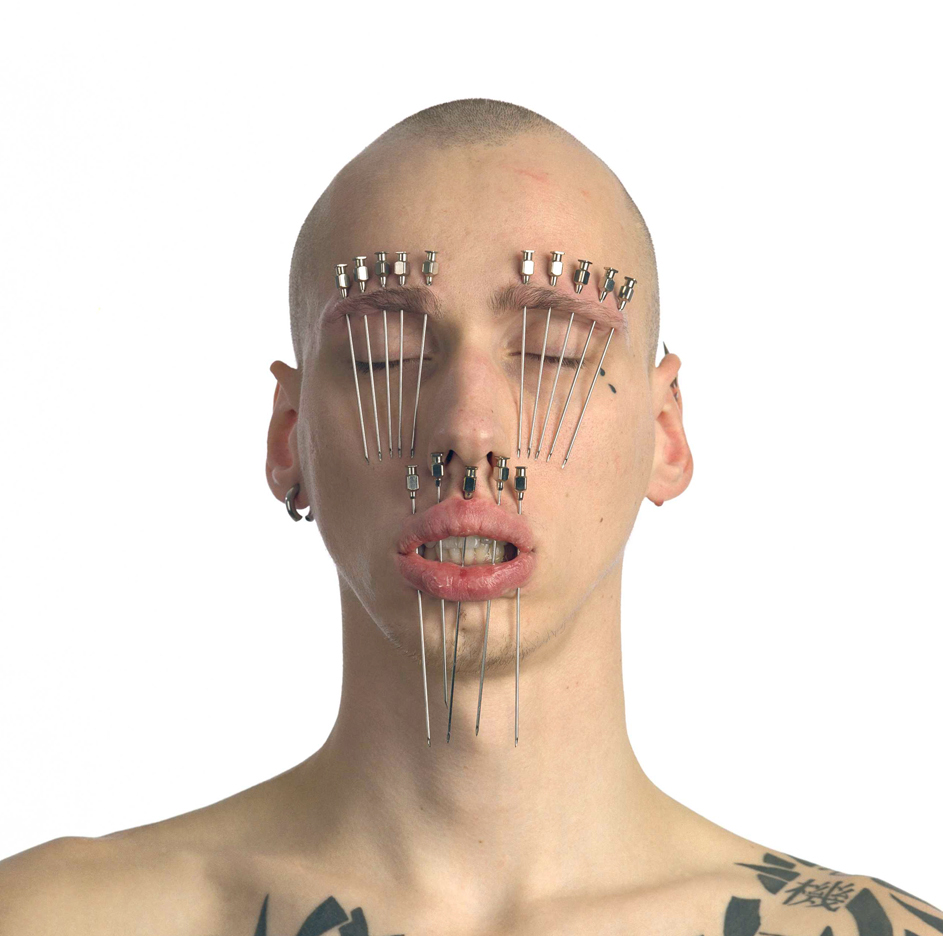
Play piercing

Il play piercing ("gioco del piercing"), anche detto needle play ("gioco con gli aghi") o temporary piercing ("piercing temporaneo"), è una pratica di piercing temporaneo, non inteso a produrre una modifica e una decorazione permanente del corpo, ma solamente la sensazione della penetrazione dell'ago nella pelle, per i più disparati motivi, quali ad esempio iniziazione tribale, pratiche connesse alla religione o giochi erotici legati al BDSM.

## Tipologie
Esistono vari tipi di pratiche legate al play piercing:
- il needle play vero e proprio, consistente nel "gioco" di inserire degli aghi nella pelle di varie zone del corpo, come ad esempio avviene per le pratiche di autosacrificio legate al Kavadi Attam indu o alla religione azteca;
- il piercing temporaneo, consistente nell'esecuzione di un piercing vero e proprio, con la pratica della perforazione della pelle e dell'inserimento di un gioiello, che però verrà rimosso a "gioco" terminato;
- i giochi di "sospensione" (suspension), che prevedono la perforazione della pelle per l'inserimento di uncini atti a sostenere il corpo durante le pratiche di sospensione, come ad esempio nel caso della "danza del sole" rituale sioux.

## Storia

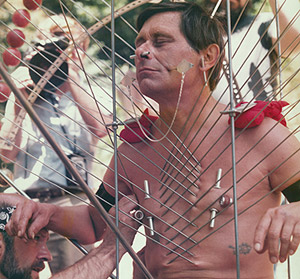
Fakir Musafar esegue il Kavadi

### Nelle culture tribali
Gli sciamani degli aborigeni australiani praticano la perforazione della lingua ha una ragione curativa: ciò serve a permetter loro di «succhiare con la loro lingua la magia malvagia dal corpo dei loro pazienti».
Presso i Sioux era in uso il rituale della danza del sole che prevedeva di perforare la pelle del petto con degli artigli d'aquila e infilarvi dei pezzi di osso. Questi venivano in seguito legati a una fune tesa all'albero sacro. Il rituale prevedeva quindi per chi vi si sottoponeva di danzare fino a strappare i pezzi d'osso dalla pelle.
Nella cultura azteca del Messico precolombiano, unitamente al sacrificio umano, era invalsa per i re aztechi la pratica dell'autosacrificio. Questa consisteva nel perforarsi con una spina di pesce appositamente appuntita (presso gli aztechi non si era sviluppato l'uso dei metalli), la lingua, i lobi degli orecchi e il pene, così da farne uscire del sangue. Anche le persone comuni offrivano agli dei spine di agave coperte del loro sangue quale atto di personale penitenza.
Nell'induismo, la pratica del Kavadi Attam prevede in particolare di sottoporsi a una forma di autosacrificio che consiste nell'infilare aghi nella pelle. Frequentemente si infilano appositi aghi nelle guance o l'offerente indossa una sorta di "gabbia" completa di aculei che gli penetrano nella pelle. Tale è un'offerta personale nei confronti del dio della guerra, Murugan. Tale pratica, assieme ad altre, è oggi entrata a far parte, decontestualizzata dal significato religioso, dei rituali dei cosiddetti "modern primitives", "primitivi moderni".
I fachiri e i sufi islamici del Medioriente e i medium dell'Estremo Oriente, praticano la perforazione della lingua così da offrire una prova del loro stato di trance.

### Quale tortura
Quale pratica di tortura, le fonti affermano che la contessa Erzsébet Báthory, vissuta tra il XIV e XV secolo tra le attuari Ungheria e Slovacchia, tra i vari supplizi cui sottoponeva le ragazze sue vittime, vi fosse anche quello di infilare loro degli aghi nei capezzoli, nelle labbra o sotto le unghie.

## Motivazioni
Le motivazioni che possono portare alla pratica del play piercing possono essere disparate e dovute a questioni culturali o religiose.

### Autolesionismo
Nella letteratura scientifica occasionalmente sono stati registrati casi di needle play, cioè l'uso di aghi al fine di autoinfliggersi dolore e lesioni, in associazione con casi di autolesionismo. Tale comportamento può essere sintomo di disturbi psichiatrici di vario genere, quali disturbi della personalità, disturbo bipolare, depressione maggiore, abusi infantili, psicosi, ecc. Molti studi, inoltre, hanno dimostrato come le pratiche autolesionistiche favoriscano la produzione di bassi livelli di serotonina o alti livelli di dopamina, sostanze che hanno notoriamente effetto sull'umore.
Il dottor Ort Ross Yost, psichiatra della Edgewood Sanitarium Foundation di Orangeburg, in Carolina del Sud, in un articolo per The Journal of the South Carolina Medical Association del 1952, riferisce di un paziente, un veterano, con tendenze autolesioniste, che tende a infierire in modo particolare sulla zona genitale, riferendo che costui, inoltre ama infilarsi aghi nei capezzoli, per avere "una qualche sensazione". Un numero dell'Anatolian Journal of Psychiatry del 2016 riporta il caso di una donna turca che, in seguito alla morte del fratello, ha iniziato a infliggersi autolesionismi e tentare il suicidio. La donna aveva inserito un ago da cucire nel proprio collo, dove nel corso degli anni, aveva sviluppato un granuloma che ha richiesto trattamento medico. In uno studio sull'autolesionismo adolescenziale condotto da Albert R. Roberts e Kenneth R. Yeager per Brief Treatment and Crisis Intervention del 2005, i ricercatori evidenziano un caso di una ragazza adolescente con un passato di abusi sessuali dedita all'uso di sostanze stupefacenti e con tendenze suicide e autolesioniste, che si infliggeva tagli sulle braccia e perforava la pelle delle gambe e i capezzoli.

### Erotismo
Nelle pratiche erotiche, siano esse di ambito sadomasochista o no, gli aghi vengono solitamente inseriti in zone erogene: seno, in particolare capezzoli, organi genitali, natiche. Lo scopo è quello di provocare dolore, ma al contempo anche una stimolazione erotica. Naturalmente le varie sensazioni e reazioni dipendono da individuo a individuo, dalla personale soglia del dolore e dalla risposta nei confronti di questo tipo di stimolazione, che in alcuni può essere semplicemente dolorosa, in altri rilassante o sessualmente stimolante. In questo ambito va distinto tra needle play vero e proprio, cioè giochi che prevedono l'inserimento di aghi nella cute, e play piercing, cioè l'esecuzione di un vero piercing, praticando un foro per poi inserirvi un gioiello, ma solamente temporaneo, poiché terminato il gioco erotico il gioiello viene rimosso e la ferita lasciata guarire.
Felice Newman nel suo The Whole Lesbian Sex Book, A Passionate Guide for All of Us del 2004 sostiene che molte donne lesbiche sono devote al blood play, cioè a giochi che posano comportare foratura con aghi o di tagli della pelle. Potenzialmente ogni zona della pelle può essere soggetta al play piercing, pur di avere sempre l'accortezza di disinfettare la pelle, utilizzare aghi sterili e possibilmente anche guanti sterili, durante l'operazione.

### Modificazioni corporee

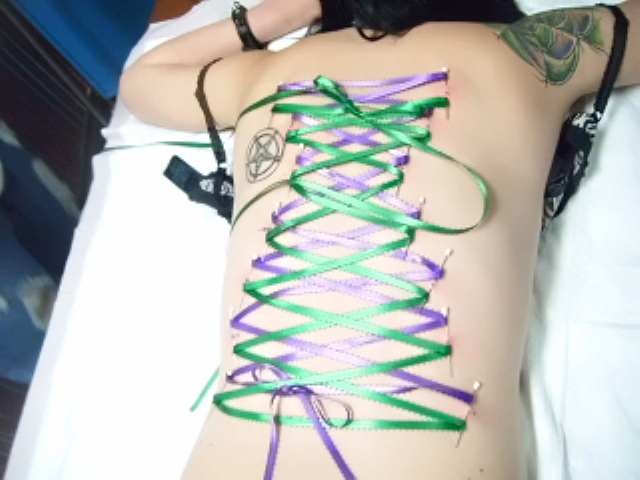
Pratica di play piercing denominata corset piercing

Nelle pratiche legate alle modificazioni corporee, il play piercing può essere fine a sé stesso o correlato alle pratiche di sospensione corporea. Essa può essere praticata per motivi estetici: creare "disegni" geometrici con gli aghi inseriti nella pelle. Può avere anche una funzione di "rilassamento", dato che l'inserimento di aghi provoca il rilascio di endorfine.

### Religione
Nella religione il play piercing è legato all'atto dell'autosacrificio, un'offerta nei confronti della divinità che viene adorata.

### Spettacolo
Il play piercing è anche parte dei giochi connessi agli artisti delle fiere, i cosiddetti sideshow, o ai fachiri, nel qual caso la pratica di infilare oggetti appuntiti nella pelle è una forma di spettacolo.
A partire dall'inizio del XX secolo molti artisti di side show, presero in prestito dai fachiri le loro pratiche di perforazione della lingua.

## Attrezzatura e precauzioni
Come per ogni altra pratica invasiva legata alle modificazioni corporee, vanno sempre utilizzate attrezzature sterili. Per la pratica del play piercing gli aghi più comunemente utilizzati sono gli aghi ipodermici da siringa usa e getta, disponibili in diverse misure.
Sono invece altamente sconsigliati altri tipi di aghi, come ad esempio gli aghi da cucito, prodotti in materiale economico che possono contenere cromo e nichel, che possono provocare allergie e infezioni. La forma di questi aghi, inoltre, dalla punta affusolata che si allarga durante l'inserimento, provoca maggiore dolore e laceramento, rispetto agli aghi ipodermici che hanno la punta tagliata e una sezione diritta.
Questo tipo di pratica è inoltre rischiosa per la trasmissione di malattie trasmesse dal sangue, come HIV, AIDS o epatite, vanno perciò scrupolosamente rispettate le basilari norme igieniche di manipolazione di materiali potenzialmente infetti.

### Libri
- (EN) Deborah Addington, Play Piercing, Greenery Pr, 2006, ISBN 1890159689.
- (EN) A.P. Elkin, Aboriginal Men of High Degree. Initiation and Sorcery in the World's Oldest Tradition, Inner Traditions/Bear & Co, 1993, ISBN 0892814217.
- (EN) Cecelia Klein, The Ideology of Autosacrifice at the Templo Mayor, in E. H. Boone (a cura di), The Aztec Templo Mayor. A Symposium at Dumbarton Oaks, 8th and 9th October 1983, Washington, Dumbarton Oaks, 1987, ISBN 0-88402-149-1.
- (EN) Felice Newman, The Whole Lesbian Sex Book. A Passionate Guide for All of Us, 2ª ed., San Francisco, Cleis Press Inc., 2004, ISBN 1-57344-199-6.
- (EN) Martin Gilman Wolcott, The Evil 100. Fascinating true-life tales of terror, mayhem and savagery, New York, Citadel Press/Kensington Publishin Corp., 2002, ISBN 0-8065-2555-X.

### Articoli scientifici
- (EN) Aslıhan Okan İbİloğlu, Abdullah Atli, Süleyman Demİr e Aytekin Sir, A case who had deliberate self-harm by inserting needles to her body for 12 years (PDF), in Anatolian Journalof Psychiatry, 17, supplemento 3, n. 38-40, 2016, DOI:10.5455/apd.203825. URL consultato il 31 agosto 2024 (archiviato dall'url originale il 5 maggio 2018).
- (EN) Albert R. Roberts e Kenneth R. Yeager, Adolescent Substance Abuse and Crisis Intervention (PDF), in Brief Treatment and Crisis Intervention, vol. 5, n. 1, Oxford University Press, 2005, DOI:10.1093/brief-treatment/mhi001. URL consultato il 31 agosto 2024 (archiviato dall'url originale il 9 agosto 2017).
- (EN) Ort Ross Yost, Basic Facts Concerning Suicide, in The Journal of the South Carolina Medical Association, vol. 48, n. 4, aprile 1952,  pp. 86-93.